# Andrea Tovar
Jealisse Andrea Tovar Velásquez (Quibdó, 3 settembre 1993) è una modella colombiana, eletta Miss Colombia 2015.

## Biografia
Andrea Tovar è nata a Quibdó, figlia del fisico Antonio Tovar e dell'imprenditrice Xenia Rosa Velásquez.

### Miss Colombia 2015
È stata inizialmente selezionata come Miss Chocó nel 2014, ma a causa di incongruenze con la candidatura di un'altra ragazza ha posticipato la sua presenza a Miss Colombia all'anno successivo. Ha quindi preso parte all'edizione seguente, venendo proclamata vincitrice il 16 novembre 2015. In tal modo è divenuta la seconda candidata di Chocó a vincere la corona, dopo Vanessa Mendoza nel 2001.

### Miss Universo 2016
Il 30 gennaio 2017 ha rappresentato la propria Nazione alla 65ª edizione di Miss Universo, dove ha proseguito la serie di piazzamenti in semifinale della Colombia arrivando terza alle spalle della haitiana Raquel Pélissier e della vincitrice francese Iris Mittenaere.